# Acridocarpus natalitius
Acridocarpus natalitius är en tvåhjärtbladig växtart som beskrevs av Adrien Henri Laurent de Jussieu. Acridocarpus natalitius ingår i släktet Acridocarpus och familjen Malpighiaceae. Utöver nominatformen finns också underarten A. n. linearifolius.

## Bildgalleri

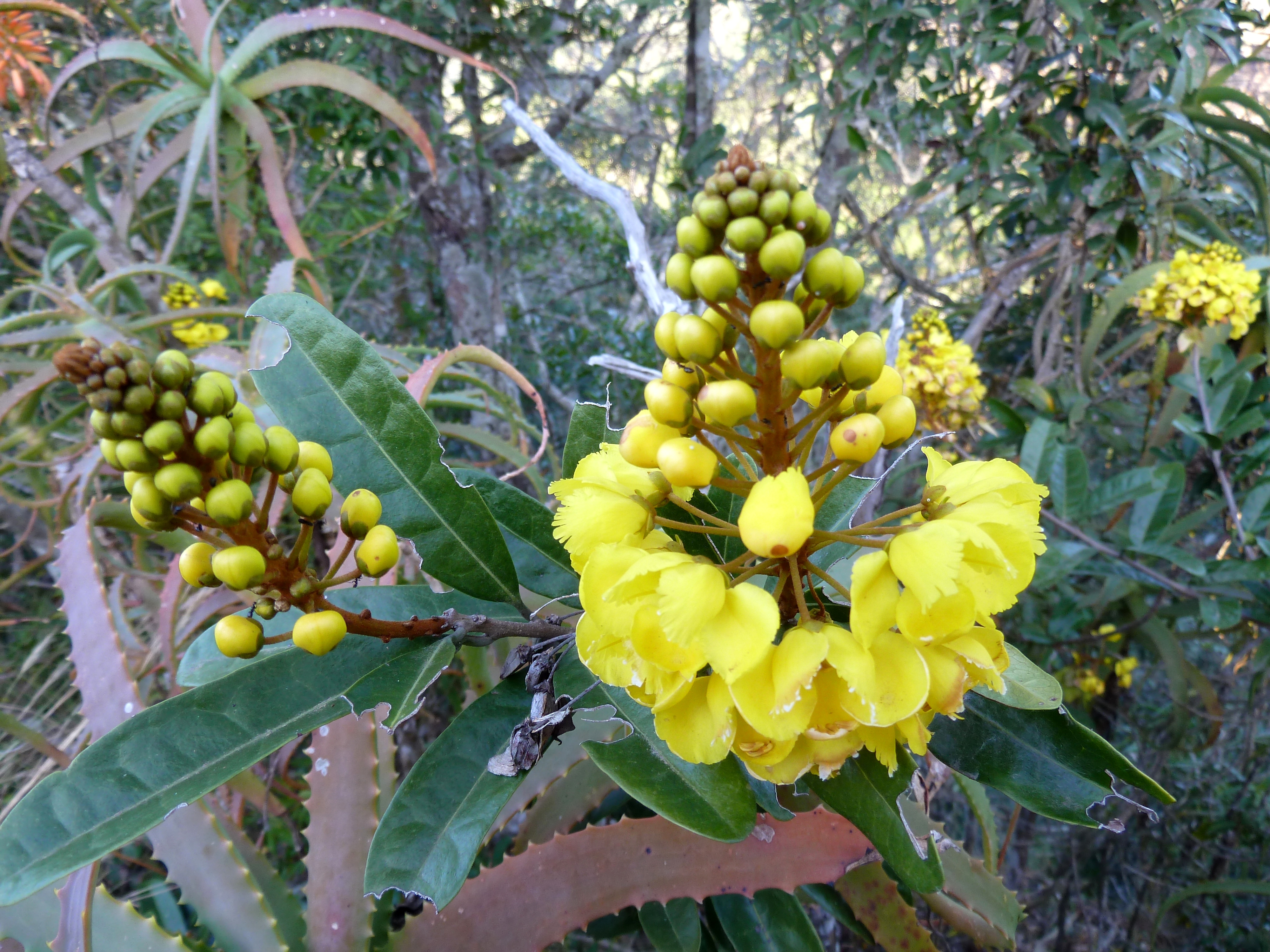
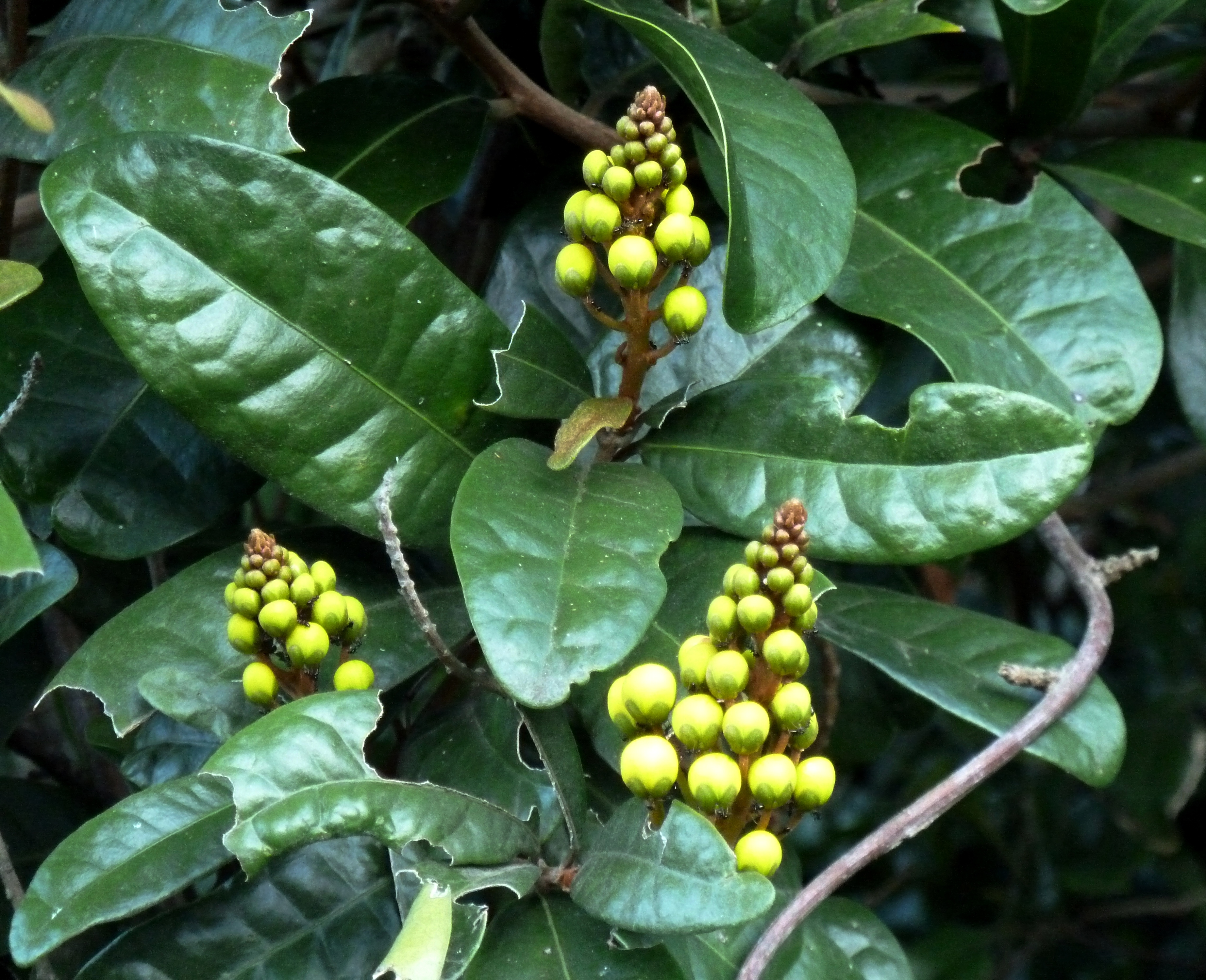
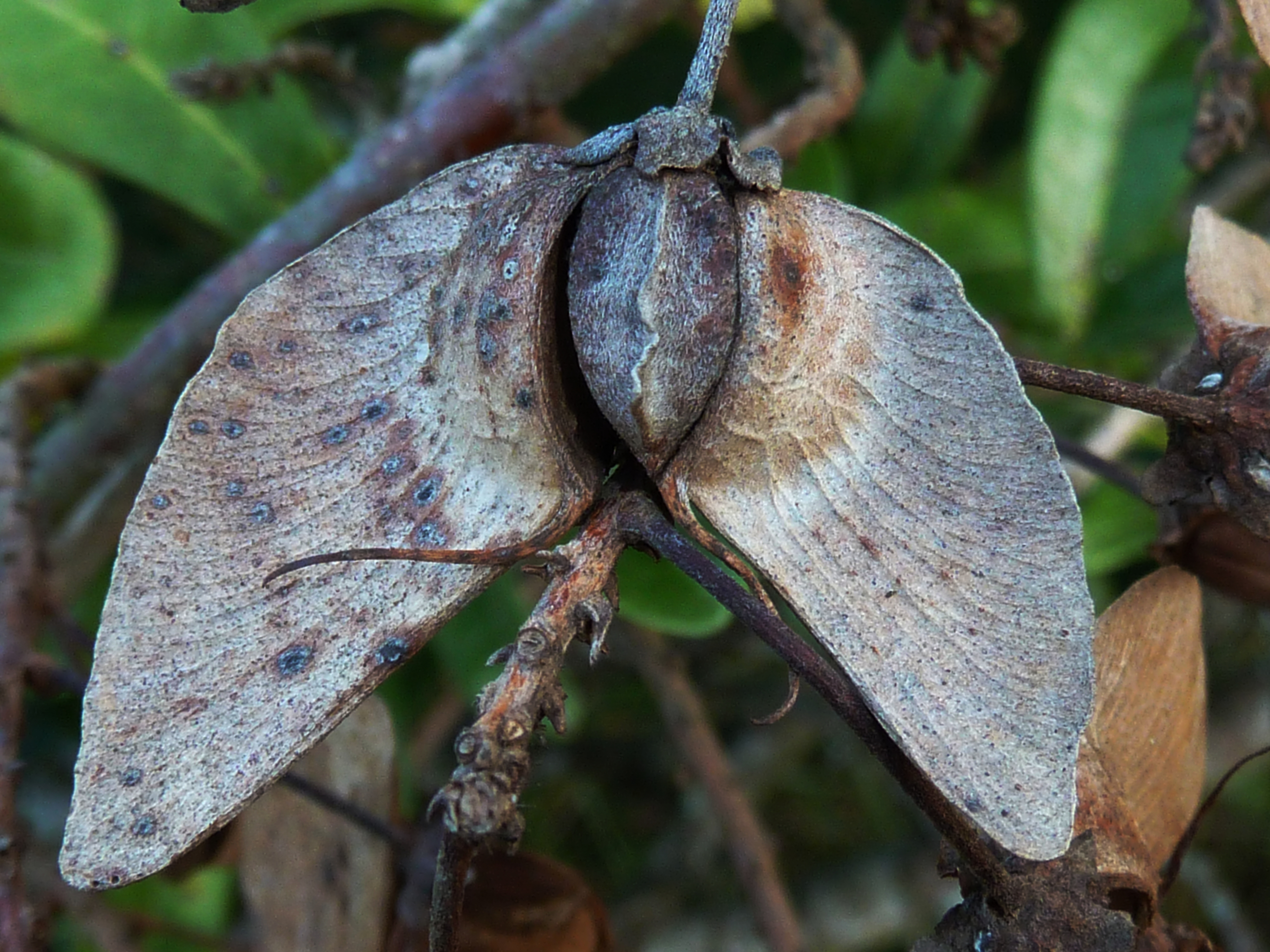
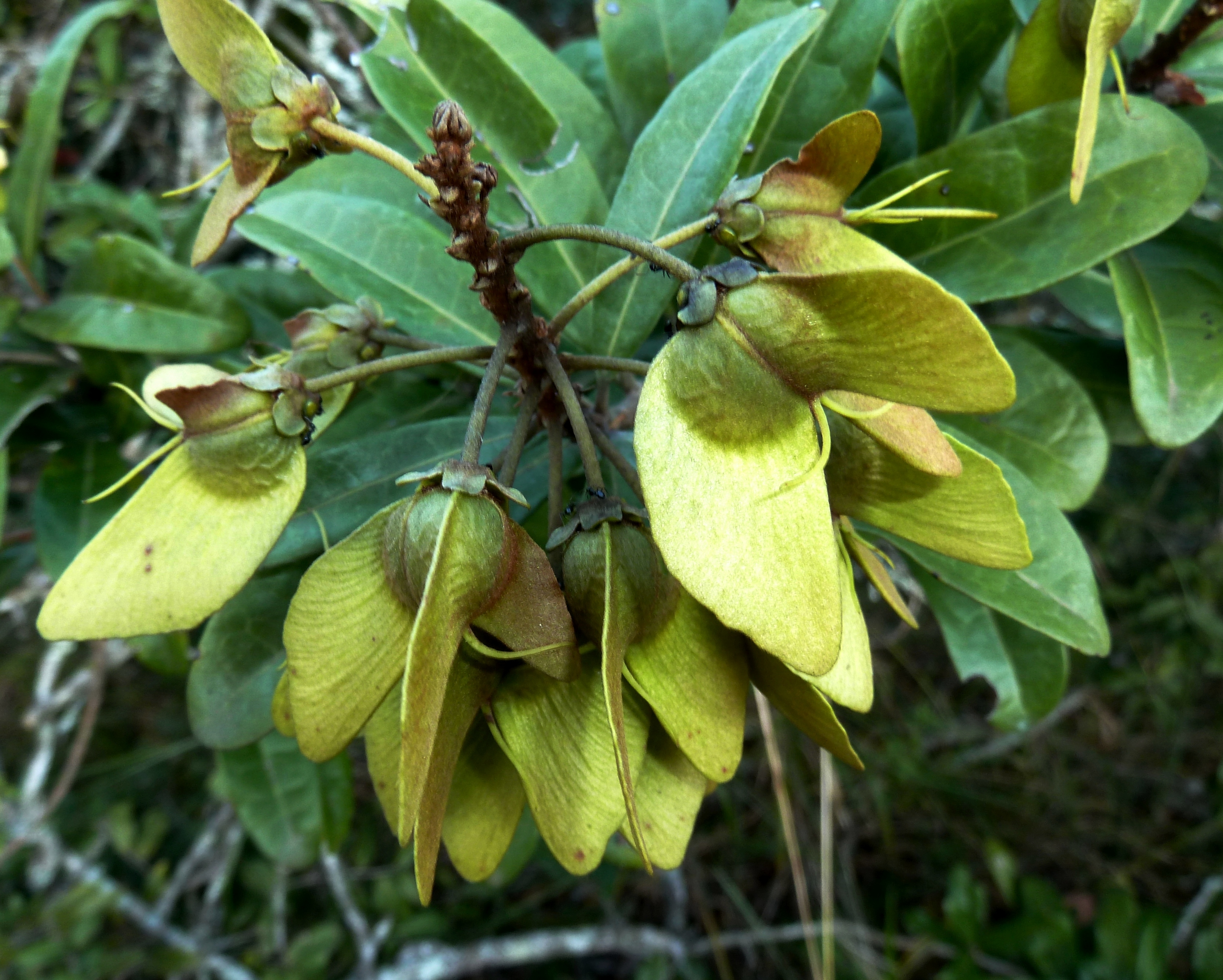
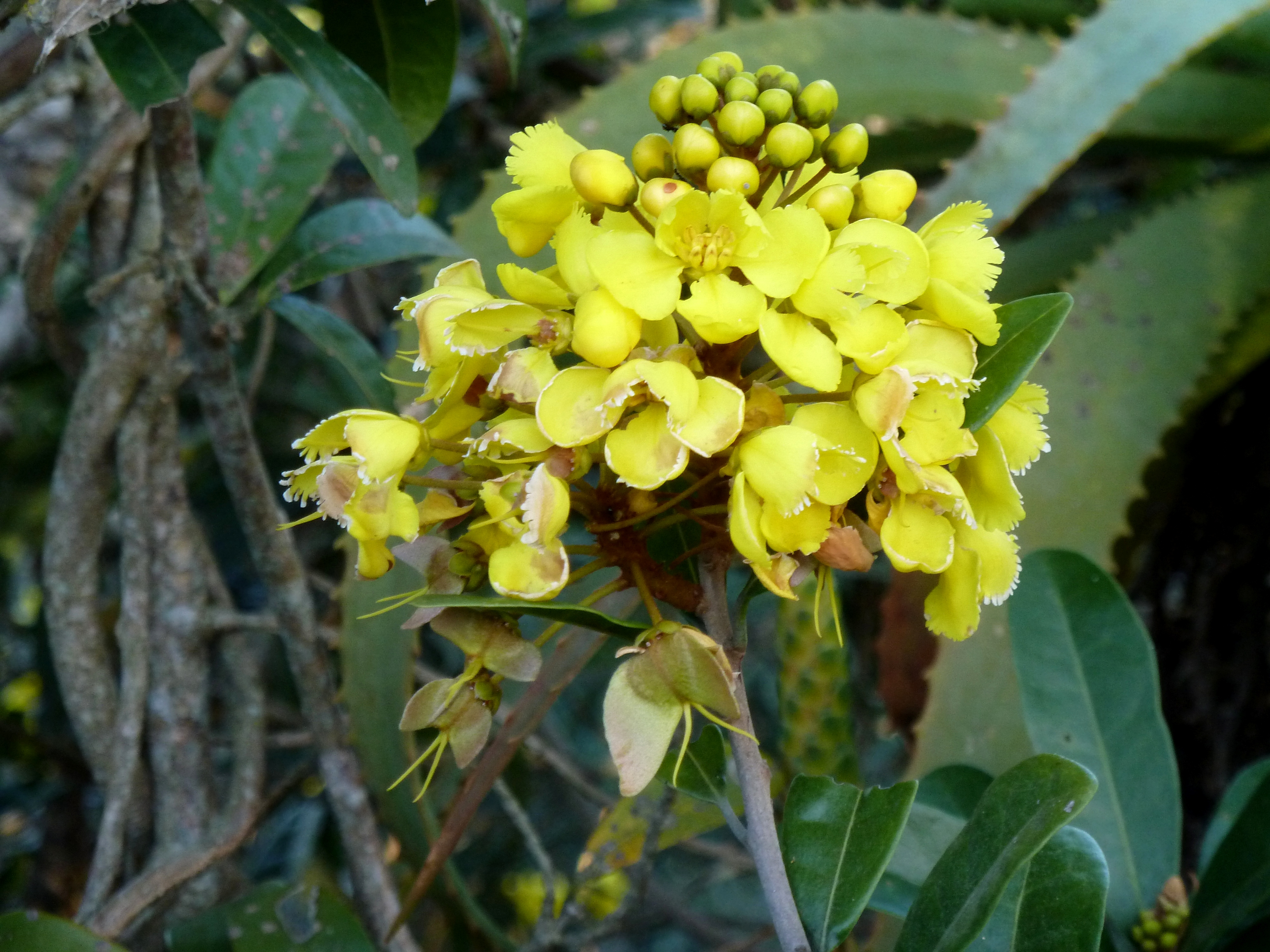
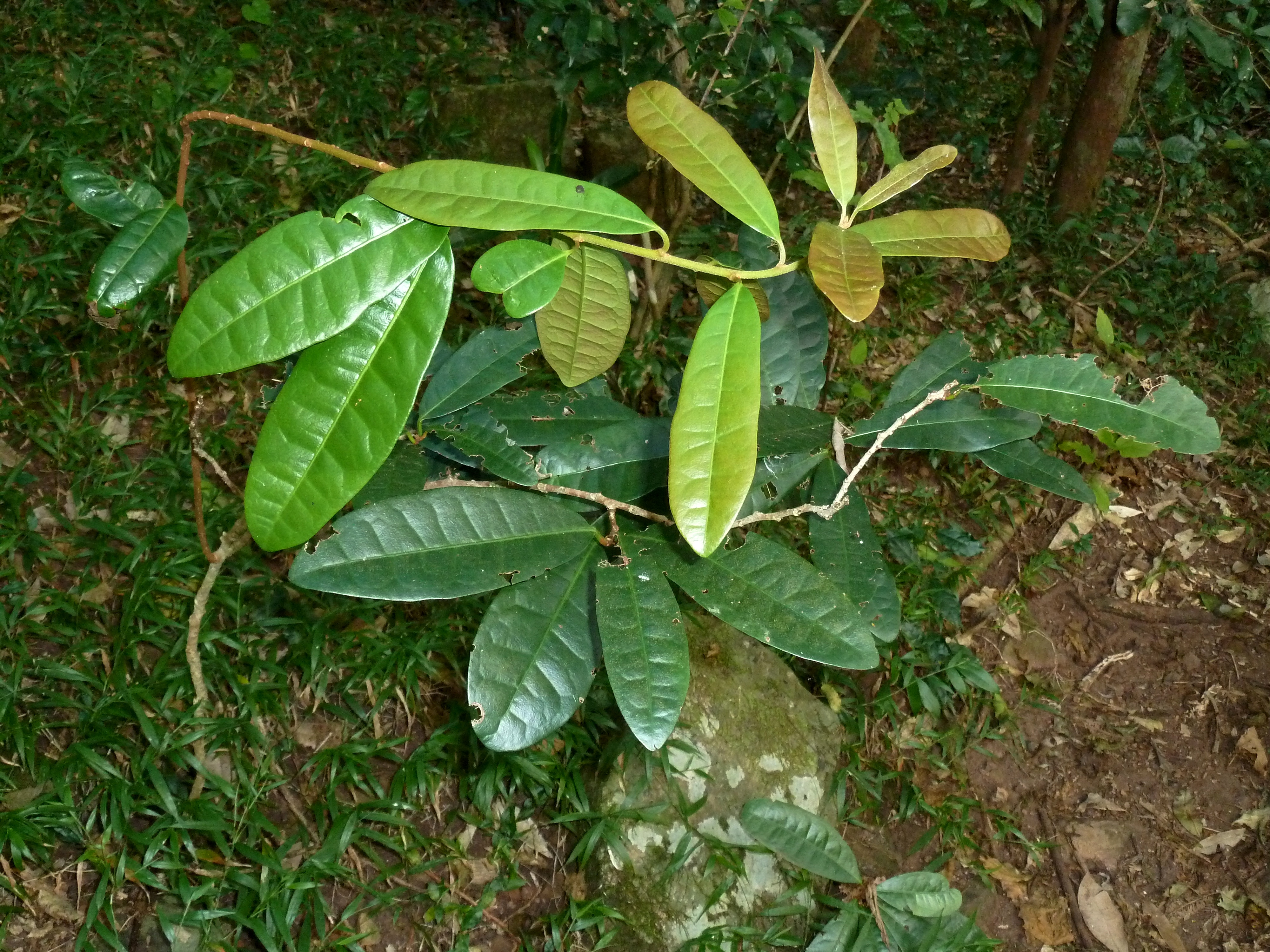